# Parerga e Paralipomena
Parerga e Paralipomena - escritos filosóficos menores (Parerga und Paralipomena. Kleine philosophische Schriften, no original alemão) é o título da última obra do filósofo alemão Arthur Schopenhauer (1788–1860).
Foi publicada no final de 1851, convertendo-se, em pouco tempo, no primeiro livro de sucesso do autor. Schopenhauer tornou-se o filósofo da moda, obtendo a fama que durante a maior parte de sua vida lhe havia sido negada.
Assim o biógrafo de Schopenhauer Rüdiger Safranski se refere a Parerga e Paralipomena:
Em 1850 [Schopenhauer] conclui os Parerga e Paralipomena, obra na qual havia trabalhado durante os últimos seis anos. Trata-se de "escritos secundários" e "coisas pendentes", ou, como ele mesmo diz, "pensamentos dispersos, embora sistematicamente ordenados, sobre diversos temas". Entre esses encontram-se os Aforismos para a sabedoria de vida, que se tornariam famosos."
A obra é um tratado sobre vários assuntos, dentre eles há um capítulo intitulado "Aforismos para a sabedoria de vida". Este capítulo em específico tirou o filósofo "pessimista" do anonimato em que se encontrou por toda a vida, dando-lhe quase uma década (de 1852 a 1860, ano de seu falecimento) de reconhecimento internacional.
Em "Aforismos para a sabedoria de vida" o filósofo divide a vida humana em três condições básicas e fundamentais, para uma vida feliz: o que se é (sendo o mais importante, por ser obra da natureza e posse inabalável), o que se tem (bens materiais e tudo o que disso resulta, sendo importantíssimo para a segurança e conforto mundanos) e o que se representa para os outros (este constituindo-se na etapa importante nos relacionamentos, outra inevitável barreira da vida).
Após a publicação desse imenso tratado (com mais de 1000 páginas), Schopenhauer obteve uma notoriedade com a qual nunca havia sonhado. Consta em sua biografia (de Karl Weissman) que nesse período de "estrelato", chegou-se a noticiar no jornal local um pequeno ferimento que o filósofo havia sofrido na testa!
Enfim, uma filosofia prática fechava o ciclo de obras do alemão que soube unir a metafísica acadêmica alemã aos preceitos religiosos e filosóficos do oriente.

## Etimologia das palavras do título
As palavras incomuns do título são de origem grega.
Par-erga (πάρ-εργα), é o plural de par-ergon (πάρ-εργον), que significa "coisa acessória". Trata-se de seis extensos ensaios que buscam complementar o pensamento do autor.
A forma plural para-l(e)ipómena (παρα-λ(ε)ιπόμενα; singular para-l(e)ipomenon) significa "omissões", "aquilo que foi omitido". Trata-se de 31 capítulos menores, divididos em tópicos numerados (§1 - §396), cobrindo assuntos ainda não abordados pelo filósofo, mas que complementam os Parerga, além de uma seção final de poesias.

## Conteúdo
Volume Um (Parerga)
- Prefácio
- Esboço de uma história da doutrina do ideal e real (Skitze einer Geschichte der Lehre vom Idealen und Realen). Schopenhauer expõe sua visão da história do problema da "coisa em si" de Kant na filosofia moderna, remontando-o à dúvida sobre a realidade do mundo exterior formulada por Descartes.
- Fragmentos para a história da filosofia (Fragmente zur Geschichte der Philosophie). Segundo mais longo texto do primeiro volume, dividido em quatorze seções, abordando a filosofia em si, os pré-socráticos, Sócrates, Platão, Aristóteles, os estoicos, os neoplatônicos, os gnósticos, João Escoto Erígena, a Escolástica, Francis Bacon, a filosofia moderna, a filosofia de Kant e a filosofia do próprio Schopenhauer.
- Sobre a filosofia da universidade (Über die Universitäts Philosophie). Texto polêmico contra a filosofia institucional de meados do século XIX, da qual Schopenhauer sentia-se marginalizado.
- Especulação transcendente sobre a aparente intencionalidade no destino do indivíduo (Transcendente Spekulation über die anscheinende Absichtlichkeit im Schicksale des Einzelnen). Com base em sua filosofia, Schopenhauer busca uma explicação conjectural para a crença universal, encontrada em todas as épocas e povos, no destino e na providência.
- Ensaio sobre a visão de espíritos e tudo com isso relacionado (Versuch über das Geistersehn und was damit zusammenhängt). Às explicações espiritualistas das aparições de fantasmas Schopenhauer contrapõe sua explicação idealista.[4]
- Aforismos para a sabedoria de vida (Aphorismen zur Lebensweisheit). Ver seção abaixo.

Volume Dois (Paralipomena)
- Sobre a filosofia e seu método (Über Philosophie und ihre Methode)
- Sobre a lógica e a dialética (Zur Logik und Dialektik)
- Idéias relativas ao intelecto em geral e em cada relação (Den Intellekt überhaupt und in jeder Beziehung betreffende Gedanken)
- Algumas observações sobre a oposição entre a coisa em si e o fenômeno (Einige Betrachtungen über den Gegensatz des Dinges an sich und der Erscheinung")
- Umas palavras sobre o panteísmo (Einige Worte über den Pantheismus)
- Sobre a filosofia e a ciência natural (Zur Philosophie und Wissenschaft der Natur)
- Sobre a teoria das cores (Zur Farbenlehre)
- Sobre a ética (Zur Ethik)
- Sobre a jurisprudência e política (Zur Rechtslehre und Politik)
- Sobre a doutrina da indestrutibilidade de nossa verdadeira natureza pela morte (Zur Lehre von der Unzerstörbarkeit unseres wahren Wesens durch den Tod)
- Adendos à doutrina da futilidade da existência (Nachträge zur Lehre von der Nichtigkeit des Daseins)
- Adendos à doutrina do sofrimento do mundo (Nachträge zur Lehre vom Leiden der Welt). Em português publicado em volume independente sob o título As Dores do Mundo ou Dores do Mundo e numa coletânea de ensaios intitulada Sobre o Sofrimento do Mundo & outros ensaios. Neste ensaio Schopenhauer expõe, de forma contundente, sua visão pessimista do mundo e da vida, em frases como:

Onde iria Dante procurar o modelo e o assunto do seu inferno senão no nosso mundo real?
Se um Deus fez este mundo, eu não gostaria de ser esse Deus: a miséria do mundo esfacelar-me-ia o coração.
- Sobre o suicídio (Über den Selbstmord)
- Adendos à doutrina da afirmação e negação da vontade de viver (Nachträge zur Lehre von der Bejahung und Verneinung des Willens zum Leben)
- Sobre a religião (Über Religion). Diálogo entre dois personagens, Demófeles e Filatetes, discutindo prós e contras da religião, por exemplo, "a religião é uma fraude, e chegará uma época em que a verdade estará ao alcance de todos, sem mistura com mitos e fábulas" versus "a religião preenche a necessidade de uma explicação metafísica e consola o homem nas amarguras da vida", etc.
- Algo sobre a literatura sânscrita (Einiges zur Sanskritliteratur)
- Algumas considerações arqueológicas (Einige archäologische Betrachtungen)
- Algumas considerações mitológicas (Einige mythologische Betrachtungen)
- Sobre a metafísica do belo e da estética (Zur Metaphysik des Schönen und Ästhetik)
- Sobre o julgamento, crítica, aprovação e fama (Über Urteil, Kritik, Beifall und Ruhm)
- Sobre a erudição e os eruditos (Über Gelehrsamkeit und Gelehrte)
- Pensar por si mesmo (Selbstdenken)
- Sobre a escrita e o estilo (Über Schriftstellerei und Stil)
- Sobre a leitura e os livros (Über Lesen und Bücher)
- Sobre a linguagem e as palavras (Über Sprache und Worte)[5]
- Observações psicológicas (Psychologische Bemerkungen)
- Sobre as mulheres (Über die Weiber)
- Sobre a educação (Über Erziehung)
- Sobre a fisiognomia (Zur Physiognomik)
- Sobre o barulho e ruído (Über Lärm und Geräusch). Neste ensaio Schopenhauer invectiva contra o ruído incessante do estalar dos chicotes dos cocheiros das carruagens que percorrem as ruas da cidade, tirando a concentração de quem se dedica à atividade intelectual.
- Alegorias, parábolas e fábulas (Gleichnisse, Parabeln und Fabeln)
- Alguns versos (Einige Verse)

## Aforismos para a sabedoria de vida
Os Aforismos para a sabedoria de vida são o texto mais conhecido do primeiro volume de Parerga e Paralipomena. Com eles Schopenhauer enfim conquistou, tardiamente, o tão esperado sucesso de público. Esta extensa obra também foi publicada, com grande êxito, como um livro independente.
Neste texto mais longo, Schopenhauer pratica a “filosofia” no sentido original grego antigo de “amor à sabedoria” (“φιλο-σοφία” - philo-sophía). Por “filosofia como sabedoria” ele quer dizer:
a arte de tornar a vida tão agradável e feliz à medida das possibilidades individuais […], um tratado versando sobre a vida ditosa.
De Schopenhauer, cuja filosofia pessimista se baseia na tese metafísica de que a vida sequer vale a pena ser vivida, não seriam de esperar conselhos para uma vida feliz. Mas para as pessoas que querem tirar o melhor proveito de sua existência, ele dá conselhos que extrai da filosofia antiga (platonismo, aristotelismo, epicurismo e estoicismo) e indiana (Upanishades) e dos ensinamentos sobre sabedoria e felicidade. 
Schopenhauer apresenta uma doutrina "negativa" da felicidade, uma espécie de "tecnologia para evitar o infortúnio", porque a "felicidade" segundo sua visão de mundo pessimista não pode ser tomada positivamente.
Na introdução aos Aforismos sobre a Sabedoria da Vida ele cunhou um neologismo para sua doutrina da arte de viver, suas instruções para uma vida feliz: “Eudemonologia”, do grego ευδαίμωνία (eudaimonía = felicidade) + λόγος (lógos = ensino)), literalmente, "ensinamentos de felicidade".
O texto está dividido em uma introdução e seis capítulos:
- Divisão fundamental
- Do que cada um é
- Do que cada um tem
- Do que cada um representa
- Parêneses e máximas[8]
- Das diferentes épocas da vida.